# ソラーシュ・ラースロー
ソラーシュ・ラースロー（ハンガリー語: Szollás László, 1907年11月13日 - 1980年10月4日）は、ハンガリーブダペスト出身の男性フィギュアスケート選手（ペア）。
1932年レークプラシッドオリンピック、1936年ガルミッシュパルテンキルヘンオリンピック銅メダリスト。1931年、1933年、1934年、1935年世界フィギュアスケート選手権優勝。パートナーはロッテル・エミーリア。

## 経歴
- ロッテル・エミーリアとペアを組む。
- 1931年、1933年、1934年、1935年世界フィギュアスケート選手権優勝。
- 1932年、レークプラシッドオリンピックにおいて銅メダルを獲得。
- 1936年、ガルミッシュパルテンキルヘンオリンピックにおいて2大会連続銅メダルを獲得。
- 1980年、ブダペストで死去。

## 主な戦績
| 大会/年      | 28-29 | 29-30 | 30-31 | 31-32 | 32-33 | 33-34 | 34-35 | 35-36 |
| ------------ | ----- | ----- | ----- | ----- | ----- | ----- | ----- | ----- |
| オリンピック |       |       |       | 3     |       |       |       | 3     |
| 世界選手権   | 5     |       | 1     | 2     | 1     | 1     | 1     |       |
| 欧州選手権   |       | 2     | 2     |       |       | 1     |       |       |